# Książęta opawscy
Książęta opawscy (w latach 1336–1377 – opawsko-raciborscy)

## Księstwo opawskie(1269–1456)
W 1269 roku — Opawa wydzielona z Marchii morawskiej.

### Przemyślidzi
| Daty panowania | Władca    | Pokrewieństwo                                            | Uwagi |
| -------------- | --------- | -------------------------------------------------------- | --- |
| 1269-1308      | Mikołaj I | pozamałżeński syn króla czeskiego Przemysła Ottokara II. | - W latach 1278–1281 w niewoli węgierskiej, po wygaśnięciu głównej linii Przemyślidów w 1308 roku usunięty z księstwa. - Od 1311 roku dożywotnio na zamku Plumlov na Morawach, - zmarł w 1318 roku. |

### Piastowie
| Daty panowania | Władca                 | Pokrewieństwo | Uwagi (Kursywą oznaczono władztwa z innych ziem) |
| -------------- | ---------------------- | ------------- | --- |
| 1308-1311      | Bolesław III Rozrzutny |               | zrezygnował zmarł w 1352 roku - 1296-1311 książę na Legnicy, Brzegu i Wrocławiu ), 1306-1307 w Kaliszu, od 1311 książę brzeski, 1312-1342 legnicki, 1323-1338 w Namysłowie |

1311-1318 — Opawa włączona do domeny królewskiej Luksemburgów.

### Przemyślidzi
| Daty panowania | Władca                             | Pokrewieństwo     | Uwagi (Kursywą oznaczono władztwa z innych dzielnic) |
| -------------- | ---------------------------------- | ----------------- | --- |
| 1318-1365      | Mikołaj II                         | syn Mikołaja I    | od 1318 roku w wyniku nadania Jana Luksemburskiego dziedziczny książę opawski z miastami Opawą, Głubczycami, Bruntalem i Karniowem - od 1336 – także książę raciborski (książę opawsko – raciborski) - książę, w latach 1318 – 1336 i od 1361 na ziemi prudnickiej |
| 1365-1377      | Jan I (Hanusz I)                   | syn Mikołaja I    | także książę raciborski (książę opawsko – raciborski), od 1377 roku w wyniku podziału po 1377 roku w Raciborzu (osobny artykuł – książęta raciborscy), Karniowie i Bruntalu, zmarł pomiędzy 1380 a 1382 rokiem)                                                    |
| ok. 1377-1381  | Wacław                             | syn Mikołaja I    | współrządca z bratem Przemkiem w księstwie opawskim |
| 1377-1433      | Przemek I (Przemysł)               | syn Mikołaja I    | do ok. 1381 współrządca z bratem Wacławem w księstwie opawskim, potem samodzielnie, 1383-1394 utrata Hradca nad Morawicą, od 1394 po wykupieniu w Głubczycach (do ok. 1420 roku)                                                                                   |
| 1377-ok. 1385  | Mikołaj III                        | syn Mikołaja I    | Głubczyce, od ok. 1385 zastawienie księstwa Piastom oleśnickim, zmarł 1394 |
| 1433-1445/9    | Wacław II                          | synowie Przemka I | od ok. 1420 na Głubczycach i Fulneku, od 1433 współrządca Opawy razem z braćmi |
| 1433-1437      | Mikołaj IV                         | synowie Przemka I | współrządca Opawy razem z braćmi |
| 1433-1452      | Wilhelm                            | synowie Przemka I | współrządca Opawy razem z Wacławem II do 1445/9, potem samodzielny książę opawski, przed 1443 rokiem, odziedziczył po matce księstwo ziębickie. |
| 1433-1456      | Ernest                             | synowie Przemka I | współrządca Opawy z braćmi do 1452, potem samodzielny książę opawski (częściowo opieka nad małoletnimi bratankami), 1456 sprzedaż księstwa ziębickiego Jerzemu z Podiebradów, a Opawy książętom opolskim, zmarł w 1464 roku.                                       |
| 1433-1456      | Przemek II (Przemysł)              | synowie Przemka I | współrządca Opawy, w 1456 roku sprzedał razem z bratem Ernestem księstwo, zmarł w 1478 roku. |
| 1452-1456      | Fryderyk (zmarł 1470/3)            | synowie Wilhelma  | formalni współrządcy stryjów Ernesta i Przemka Starszego, w 1456 roku wobec sprzedaży Ziębic i Opawy pozbawieni dziedzictwa. Wacław na początku XVI stulecia występuje z tytułem pana na Ścinawie.                                                                 |
| 1452-1456      | Wacław III (zmarł w 1474)          | synowie Wilhelma  | formalni współrządcy stryjów Ernesta i Przemka Starszego, w 1456 roku wobec sprzedaży Ziębic i Opawy pozbawieni dziedzictwa. Wacław na początku XVI stulecia występuje z tytułem pana na Ścinawie.                                                                 |
| 1452-1456      | Przemek III Młodszy (zmarł w 1493) | synowie Wilhelma  | formalni współrządcy stryjów Ernesta i Przemka Starszego, w 1456 roku wobec sprzedaży Ziębic i Opawy pozbawieni dziedzictwa. Wacław na początku XVI stulecia występuje z tytułem pana na Ścinawie.                                                                 |
| 1442/9-1454    | Hanusz (Janusz)                    | syn Wacława II    | pan tylko na Fulneku |
| 1442/9-1485    | Jan III Pobożny                    | syn Wacława II    | książę na Głubczycach, od 1454 roku po śmierci Hanusza dodatkowo na Fulneku, w 1464 odsprzedał Jerzemu z Podiebradów swoje prawa do księstwa opawskiego |

Od 1485 roku — Głubczyce włączone do korony czeskiej.

### Podiebradowie
| Daty panowania | Władca                 | Pokrewieństwo             | Uwagi |
| -------------- | ---------------------- | ------------------------- | ----- |
| 1465–1485      | Wiktoryn z Podiebradów | syn Jerzego z Podiebradów |       |

### Hunyady
| Daty panowania | Władca     | Pokrewieństwo       | Uwagi |
| -------------- | ---------- | ------------------- | ----- |
| 1485–1501      | Jan Korwin | syn Macieja Korwina |       |

Od 1501 roku — Opawa włączona do korony czeskiej.